# 三寶顏主教座堂
聖母無原罪教省總主教座堂（英語：Metropolitan Cathedral of the Immaculate Conception）通称为三寶顏主教座堂，是天主教三寶顏總教區的主教座堂，位于菲律宾三寶顏。

## 历史
第一座教堂原本位于百盛广场（Plaza Pershing），即今日三宝颜大学的所在地。1910年，三宝颜教区成立时，该堂被指定为主教座堂。1943年，二战期间，该堂遭到轰炸。1956年，主教座堂搬迁到中国花园（Jardin de Chino），三宝颜耶稣会大学（Ateneo de Zamboanga University）旁边。

## 建筑

### 原来的座堂
位于百盛广场的老座堂用木材和混凝土建造。正祭台供奉的是聖母無原罪像。两侧供奉两位耶稣会圣人圣依纳爵和圣方济各沙勿略。据说，主保圣人的圣象未被二战的炸弹炸毁，转移到了现在的拉普里西马街。

### 拉普里西马老座堂（1956-1998年）
拉普里西马老座堂设计于1956年。这个地方原来是中国花园小堂。立面左侧是真人大小的圣母无原罪雕像，右侧是钟楼。

### 都主教座堂（1998年至今）
目前的主教座堂建于1998-2002年，大堂内的圣母无原罪大理石雕像，由“菲律宾现代雕塑之父”拿破仑·阿布瓦（Napoleon Abueva）设计。沿走道的花窗玻璃，是代表1910年至1984年棉兰老岛所有教区的图像。
主教座堂的钟楼，在2010年圣母无原罪日破土动工。这个钟楼位于教堂一侧，标志三宝颜总教区成立100年。